# Mathieu-Gruppe M22
In der Gruppentheorie, einem Teilgebiet der Mathematik, ist die Mathieu-Gruppe M22 eine einfache Gruppe mit 443520 Elementen. Sie gehörte zu den ersten fünf im 19. Jahrhundert entdeckten sporadischen Gruppen, die heute als Mathieu-Gruppen bezeichnet werden. Namensgeber ist der französische Mathematiker Émile Léonard Mathieu.

## Konstruktion
Sei {\displaystyle F_{4}=\left\{0,1,a,a^{-1}\right\}} der Körper mit 4 Elementen und {\displaystyle P_{2}(4)} die projektive Ebene über {\displaystyle F_{4}}.
Wir definieren ein System {\displaystyle M},
- dessen “Punkte” die Punkte aus {\displaystyle P_{2}(4)} und zusätzlich ein Punkt {\displaystyle \infty } sind,
- dessen “Standardblöcke” die um {\displaystyle \infty } ergänzten Geraden aus {\displaystyle P_{2}(4)} sind,
- dessen “Nichtstandardblöcke” die Bilder des Ovals {\displaystyle O=\left\{{\overline {x_{1}}},{\overline {x_{2}}},{\overline {x_{3}}},{\overline {x_{1}+x_{2}+x_{3}}},{\overline {x_{1}+ax_{2}+a^{-1}x_{3}}},{\overline {x_{1}+a^{-1}x_{2}+ax_{3}}}\right\}} unter der Wirkung der projektiven speziellen Gruppe {\displaystyle PSL(3,4)} sind.

Die Menge der Punkte wird mit {\displaystyle M^{0}} bezeichnet, die Menge der Blöcke (standard oder nichtstandard) mit {\displaystyle M^{1}}. Als Automorphismus von {\displaystyle M} bezeichnet man Permutationen von {\displaystyle M^{0}}, die Mengen aus {\displaystyle M^{1}} auf Mengen aus {\displaystyle M^{1}} abbilden. Ein gerader Automorphismus ist ein Automorphismus, der eine gerade Permutation von {\displaystyle M^{0}} ist.
Die Mathieu-Gruppe {\displaystyle M_{22}} ist die Gruppe der geraden Automorphismen von {\displaystyle M}.
Sie wirkt 3-transitiv auf {\displaystyle M^{0}} und transitiv auf {\displaystyle M^{1}}.